# 람야이 하이통캄
람야이 하이통캄(태국어: ลำไย ไหทองคำ 1998년 10월 2일 ~ )은 태국의 가수이다.

## 어린 시절
람야이 하이통캄은 실제 이름이 쑤판나싸 웻차까마(태국어: สุพรรณษา เวชกามา)이고, 별명은 아이(태국어: อ้าย)이다. 누댕 크랑몬뜨리 (หนูแดง คลังมนตรี)의 딸이다. 태국 로이엣주 수반나푸미시(อำเภอสุวรรณภูมิ) 남캄교구(ตำบลน้ำคำ) 팍펫집(บ้านผักเผ็ด)에서 태어났다. 가정은 가난했기에 방콕로 이사했다. 해당 지역에 따르면 보충 경력으로 4학년 일렉톤밴드에 취직하여 음악 산업에 진출하기 시작했으며 밤에는 물건 판매를 하였다.
노래와 춤으로 나중에 머람 가수가 되어 노래를 불러 쁘라짝차이 나오와랏(อ.ประจักษ์ชัย เนาวรัตน์)을 만날 때까지 따라서 제휴 아티스트로 계약을 체결했다. 그리고 쁘라짝차이 나오와랏은 그녀의 활동명을 람야이 하이통캄 라고 지었다. 그녀를 알게 된 사람은 그녀를 알게 된 이유는 노래 이름 "ผู้สาวขาเลาะ" (젊은 여성 돌아)다. 암 추띠마 (อาร์ม ชุติมา)는 이 노래의 작곡가였고 그녀를 유명하게 만들었다. 찬사와 비평가 모두 그녀의 공연이 적절하지 않은지 보게 된다. 람야이이 무대 동작은 단지 실력과 성능이라고, 사람이 고용되는 경우 최선을 다해야 한다고 인터뷰했다. 그리고 가족을 지원하기 위해 무엇을 또한 모든 직업을 감독하는 어머니도 있다.

## 작품

### 앨범
- น้ำตาท่วมกะละมัง (Nam tah thuam ka la mang)
- ดื่มเหล้ามันขมดื่มนมเถอะพี่ (Deum lao man khom Deum nom thoe phi)
- 17 สิเข้า (Sip jet Si khao)
- ผู้สาวขาเลาะ (Phu sao kha loh)
- ผู้สาวขาเฟี้ยว (Phu sao kha fiew)
- ส่งใจไปอัตตะปือ (Song jai pai Attapeu)
- น้องง่ายกับอ้ายผู้เดียว (Nong ngai kab ai phu diew)
- เด๋อเดี่ยงด่าง (Doe dieng dang)
- แซ่บอีหลี (Zab E-Lee)

### 영화
- 2018 - Hak phaeng (ฮักแพง)